# Heinrich Helferich

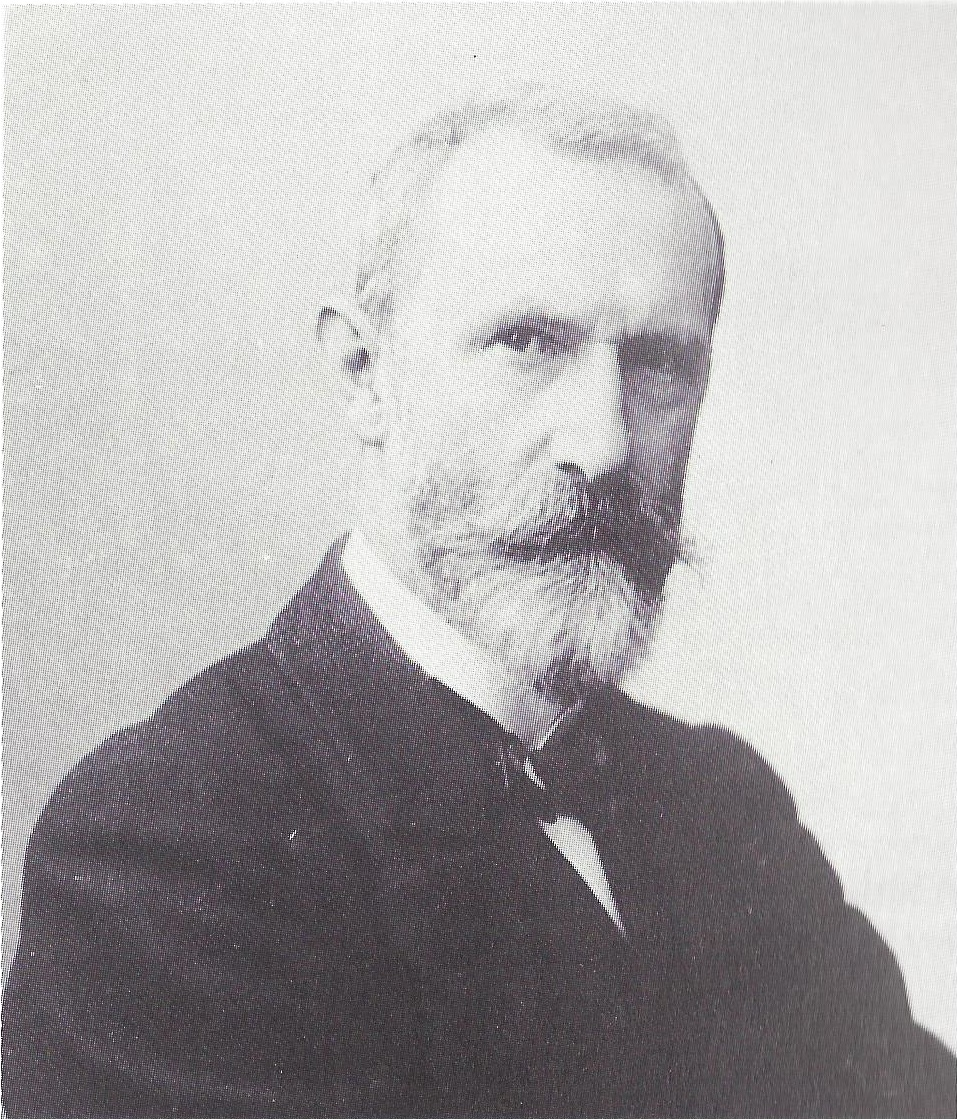
Heinrich Helferich, 1905

Heinrich Helferich (* 4. Mai 1851 in Tübingen; † 18. Dezember 1945 in Eisenach) war ein deutscher Chirurg, Militärarzt und Hochschullehrer. Er war Lehrstuhlinhaber in Greifswald und Kiel.

## Leben
Heinrich Helferich war der Sohn des Nationalökonomen Johann von Helferich (1817–1892) und dessen Ehefrau Amalie Henriette geb. Ranke († 1912). Er studierte Medizin an der Ludwig-Maximilians-Universität München und der Universität Leipzig. Während seines Studiums wurde er Mitglied des Akademischen Gesangvereins München.
1874 wurde Helferich in München zum Dr. med. promoviert. Nach einer Tätigkeit als Assistenzarzt bei Karl Thiersch in Leipzig  habilitierte er sich 1879 für Chirurgie. Sein Vater war in jener Zeit Rektor der LMU. Im selben Jahr wurde er Direktor der Chirurgischen Poliklinik in München, die er stark ausbaute.
Im Jahr 1885 wurde er ordentlicher Professor der Universität Greifswald, wo unter anderem der spätere Ordinarius Eugen Enderlen zu seinen Assistenten gehörte. Dort initiierte er den Neubau der Klinik in der heutigen Friedrich-Loeffler-Straße. Die Universität Greifswald wählte ihn für das akademische Jahr 1892/93 zum Rektor. 1886 wurde Helferich zum Mitglied der Leopoldina gewählt.
1899 wurde er, in Nachfolge von Friedrich von Esmarch, auf den Lehrstuhl für Chirurgie der Christian-Albrechts-Universität zu Kiel berufen. 1907 wurde Helferich wegen schwerer Mängel und persönlicher Verfehlungen aus seinem Amt entlassen. Sie wurden als Folge „nervöser Erschöpfung“ betrachtet. Kurz darauf wurde ihm der Professorentitel und der Dienstgrad als Generalarzt der kaiserlichen Marine entzogen.
Sein Sohn Burckhardt Helferich wurde Chemiker.

## Habilitanden
Bei Heinrich Helferich habilitierten sich für Chirurgie:
1. Paul Sick (1900), Professor in Leipzig
2. Rudolf Göbell (1901), ab 1909 Direktor der Kieler Poliklinik[8]
3. Hans Noesske (1903)
4. Ernst Baum (1907), Direktor des Krankenhauses der Diakonissenanstalt in Flensburg (1921)

## Schriften (Auswahl)
- Atlas und Grundriss der traumatischen Frakturen und Luxationen (= Lehmann's medicinische Handatlanten. Band 8, ZDB-ID 986566-4). Lehmann, München 1895, (Digitalisat; zahlreiche Auflagen). 10. Auflage, 1922 – Internet Archive